# NGC 1308
NGC 1308 é uma galáxia espiral (S0-a) localizada na direcção da constelação de Eridanus. Possui uma declinação de -02° 45' 26" e uma ascensão recta de 3 horas, 22 minutos e 28,5 segundos.
A galáxia NGC 1308 foi descoberta em 30 de Setembro de 1786 por William Herschel.